# Arthur Lambrecht
Arthur Lambrecht (Roeselare, 15 februari 1904 - Rumbeke, 4 mei 1963) was een Belgisch kunstschilder.

## Levensloop
Arthur Lambrecht begon als huisschilder. Hij schilderde gevels en interieurs, zoals dat van het lokale klooster van de Arme Klaren. Hij bleek echter over een fijner penseel te beschikken. Hij volgde les aan de Stedelijke Academie van Roeselare en kreeg er onder meer les van Gustaaf Pieters, Gaston Vallaeys en Emiel Devos. Al in 1935 mag hij een eerste individuele tentoonstelling in Izegem organiseren. Zijn jongere neef Constant Lambrecht volgt zijn artistieke voorbeeld en de Lambrechts zijn vanaf dan vaak samen actief. Ze wonen samen en zullen in 1945 op dezelfde dag met twee zusters trouwen, Irma en Rachel Hoedt. Wanneer ze later naar Rumbeke verhuizen, blijven de neven naast elkaar wonen. Heel wat tentoonstellingen organiseren ze samen.
De neven Lambrecht onderhielden contact met de Oostendse schilder James Ensor. Vanaf 1948 organiseerden ze elk jaar een tentoonstelling op het stadhuis van Roeselare. In 1957 mag Arthur Lambrecht tentoonstellen in het Paleis voor Schone Kunsten in Brussel, waarbij koningin Elisabeth van België een opmerkelijk bezoeker is. Tussen zijn tentoonstellingen door mag hij een kruisweg voor de Sint-Henricuskerk op de wijk Zilverberg in Rumbeke schilderen. Ondertussen mag hij ook in Duitsland tentoonstellingen houden. Hij overlijdt thuis op relatief jonge leeftijd en wordt in Roeselare begraven. In 1965 en 1981 worden er nog twee retrospectieve tentoonstellingen met zijn werk georganiseerd.
Arthur en Constant Lambrecht behoorden tot de expressionistische stijl. Hun werk getuigt van een explosieve vindingrijkheid en is enorm gevarieerd. Zowel hun kleurenpalet als hun thematiek is vindingrijk. Zo schilderde Arthur Lambrecht zowel stillevens, landschappen, portretten als abstracte composities. Combinaties van figuratief en niet-figuratief werk zijn een van hun kenmerken. Doorheen zijn artistieke loopbaan zou Arthur Lambrecht steeds abstracter en minder explosief worden.
Meerdere kunstwerken kun je zien op volgende website: www.arthurlambrecht.be
In het stadhuis van Roeselare bevindt zich een schilderij van een naakte vrouw door Arthur Lambrecht.